# Voodoo (álbum de D'Angelo)
Voodoo é o segundo álbum de estúdio do cantor norte-americano D'Angelo, lançado mundialmente em 25 de Janeiro de 2000 pela editora discográfica Virgin Records. Está na lista 500 Maiores Álbuns de Todos os Tempos da revista Rolling Stone na posição 481, já o The Guardian nomeou Voodoo como um "100 melhores álbuns do século XXI".

## Estilo Musical
Voodoo incorpora elementos musicais de jazz, funk, hip hop, blues e soul além de música ambiente com uma camada musical moldada pelo funk baseado em guitarra. Apresenta influências vintage e uma estrutura mais flexível e improvisada, que contrasta com a estrutura da música mais convencional do Brown Sugar.  O escritor musical Greg Kot considerou o álbum uma produção dos Soulquarians, chamando-o de "o mais radical dos muitos bons discos" concebido pelos membros do coletivo. Em uma entrevista com Shawn Rhea, do New Orleans Times-Picayune, D'Angelo atribuiu a atmosfera experimental e jam do álbum ao fato de que a maior parte do Voodoo foi gravada "ao vivo e pela primeira vez".[carece de fontes?] Em seu estilo eclético e conceitual, Rhea comentou "[D'Angelo] parece ter canalizado o brilho de seus antepassados musicais, vivos e mortos, durante a elaboração deste álbum. É uma coleção complexa e intrincada de músicas que, como o Voodoo , é simultaneamente secular e espiritual, sensual e sagrado, terrestre e etéreo ".[carece de fontes?] As técnicas de mixagem analógica e produção old school do engenheiro de gravação Russell Elevado contribuíram para o elemento de jazz e o som vintage do álbum. Sobre sua influência no jazz, D'Angelo declarou "porque grande parte do álbum foi gravada ao vivo e tem execução gratuita, era difícil não seguir a direção do jazz".
Enquanto a maioria das composições musicais depende de tensão e liberação, que podem ser produzidas por fatores como versos suaves e refrões altos, acúmulo gradual, tensão sutil em versos ou ao longo da ponte ou tensão harmônica em acordes que oferece espaço para improvisação, Os arranjos de D'Angelo para o Voodoo subdividem a tensão em cada um dos momentos das músicas. De acordo com o crítico de música Steve McPherson, o conceito resulta em "nenhuma maneira linear de medir o quão longe as coisas deslizam antes que elas se afastem ... não podem ser medidas em batidas ou frações de batidas de maneira significativa. Por falta de palavra menos clichê, é inteiramente 'sentir' ". Esse tipo de síncopação serve como centro do vodu, em vez do método mais convencional de usá-lo como aromatizante ou como partida do centro. De acordo com o jornalista musical do New York Daily News Jim Farber, "A fim de combater a astúcia do R&B moderno, o álbum de D'Angelo reconfigurou - e atualizou - as estruturas aventureiras das músicas e os ritmos baixos do início dos anos 70, como o "Move On Up" de "Curtis Mayfield", "Hot Buttered Soul" de Isaac Hayes e "Let's Get It On" de Marvin Gaye.
O álbum apresenta um rastreamento multitoque agressivo da voz de D'Angelo, uma técnica semelhante à produção de There's a Riot Goin' On (1971) e Sly & the Family Stone e Let's Get It On (1973), de Marvin Gaye. O multi-tracking no Voodoo afetou significativamente a clareza dos vocais de D'Angelo. Nas anotações do Voodoo, Saul Williams escreveu sobre seu uso pesado de multit Tracking, afirmando: "Você pode responder, 'Letras? Não consigo nem entender metade da merda que D'Angelo está dizendo. Esse cara soa como Bobby McFerrin. ópio '. E eu dizia:' Você está certo. Nem eu. Mas sou atraído a descobrir o que ele está dizendo. Sua colagem vocal me intriga '".  Os escritores de música também observaram o estilo de produção e o som do Voodoo como uma reminiscência do som do P-Funk opus Mothership Connection (1975), o disco de soul-disco de Gaye, I Want You (1976), e a fusão de jazz de Miles Davis funciona. Silent Way (1969) e Bitches Brew (1970).
D'Angelo e sua equipe também utilizaram um estilo de produção de hip hop, que muitas vezes subordina a estrutura da música a uma base estável para a entrega e o fluxo de um rapper. sso era familiar para D'Angelo, pois suas primeiras gravações originais foram demos de rap. Posteriormente, a maioria das músicas foi executada sem uma estrutura definitiva, estabelecendo-se em um ritmo de ritmo médio com progressão mínima da ponte verso-refrão. sso também resultou em uma ênfase na textura sobre a estrutura e os ganchos. O escritor de Nova York Ethan Smith observou essa ocorrência, afirmando que "a maioria das músicas não são realmente músicas - pelo menos não no sentido tradicional". Embora não predominante no álbum, algumas faixas incorporam amostragem. A maior parte de sua produção foi influenciada pela contribuição do produtor de hip-hop J Dilla. Sobre a influência de J Dilla, Questlove declarou: "Ele é o auge do hip-hop para nós. Jay Dee ajudou a destacar o som sujo do álbum e incentivou os falsos começos e o som não quantificado do disco".

## Recepção da Crítica
Em 2001, o Voodoo ganhou um Grammy de Melhor Álbum de R&B no 43º Grammy Awards  que foi concedido a D'Angelo e ao engenheiro de gravação Russell Elevado.  A música "Untitled (How Does It Feel)" ganhou o prêmio de Melhor Performance Vocal Masculina de R&B e também foi indicada como Melhor Canção de R&B.  A música também foi classificada como número 12 na pesquisa de críticos do The Village Voice em Pazz & Jop de 2000 e número 4 na "Enquete de críticos e leitores do final do ano" da revista Rolling Stone, dos melhores singles do ano. Voodoo provou ser um dos álbuns mais elogiados e premiados pela crítica do ano, liderando a lista de final de ano de várias críticas e publicações, incluindo o número 6 na pesquisa de 2000 do Pazz & Jop do The Village Voice. A revista Rolling Stone e a Spin classificaram o número 4 em suas listas de "álbuns do ano", enquanto a revista Time nomeou Voodoo como o álbum número 1 de 2000.

Voodoo foi nomeado um dos dez melhores álbuns de 2000 por vários escritores da equipe do New York Times, incluindo Ben Ratliff (número 2), Neil Strauss (número 3), Ann Powers (número 2) e Jon Pareles (número 1).
Em 2003, a Rolling Stone classificou o álbum número 488 em sua lista dos 500 Maiores Álbuns de Todos os Tempos: foi classificada como número 481 em uma lista revisada em 2012. Em 2009, a Pitchfork classificou o Voodoo como número 44 em sua lista dos 200 melhores álbuns da década de 2000, chamando-o de "um triunfo do minimalismo da alma prática e em tempo real da velha escola" e citando os vocais de D'Angelo como "talvez o canto mais eroticamente tátil colocado em disco nesta década ". A Rolling Stone colocou o álbum no 23º lugar da lista dos 100 melhores álbuns da década, afirmando que "o mais magnífico disco de R&B da década também foi o mais inventivo - tão adiantado que ainda soa radical". O editor da AllMusic, Andy Kellman, citou Brown Sugar e Voodoo como "dois dos álbuns de R&B mais excelentes e singulares dos últimos 15 anos".

## Faixas
| N.º            | Título                                     | Compositor(es)                                        | Produtor(es)             | Duração |  |
| 1.             | "Playa Playa"                              | D'Angelo, Angie Stone, Ahmir Khalib Thompson          | D'Angelo                 | 7:07    |  |
| 2.             | "Devil's Pie"                              | D'Angelo, Christopher Edward Martin                   | D'Angelo, DJ Premier     | 5:21    |  |
| 3.             | "Left & Right (feat. Method Man & Redman)" | D'Angelo, Kamaal Fareed, Reggie Noble, Clifford Smith | D'Angelo                 | 4:46    |  |
| 4.             | "The Line"                                 | D'Angelo                                              | D'Angelo                 | 5:15    |  |
| 5.             | "Send It On"                               | D'Angelo, Luther Archer, Stone                        | D'Angelo                 | 5:57    |  |
| 6.             | "Chicken Grease"                           | D'Angelo, James Poyser, Thompson                      | D'Angelo                 | 4:36    |  |
| 7.             | "One Mo'Gin"                               | D'Angelo                                              | D'Angelo                 | 6:15    |  |
| 8.             | "The Root"                                 | D'Angelo, Archer, Charlie Hunter                      | D'Angelo                 | 6:33    |  |
| 9.             | "Spanish Joint"                            | D'Angelo, Roy Hargrove                                | D'Angelo                 | 5:44    |  |
| 10.            | "Feel Like Makin' Love"                    | Eugene McDaniels                                      | D'Angelo                 | 6:22    |  |
| 11.            | "Greatdayindamornin' / Booty"              | D'Angelo, Hunter, Stone, Thompson                     | D'Angelo                 | 7:35    |  |
| 12.            | "Untitled (How Does It Feel)"              | D'Angelo, Raphael Saadiq                              | D'Angelo, Raphael Saadiq | 7:10    |  |
| 13.            | "Africa"                                   | D'Angelo, Archer, Stone, Thompson                     | D'Angelo, Raphael Saadiq | 6:13    |  |
| Duração total: | Duração total:                             | Duração total:                                        | Duração total:           | 78:54   |  |

Créditos de amostras (samples)
- "Playa Playa" - Contém amostras de "Players Balling" performado por The Ohio Players
- Devil's Pie" - Contém amostras de "Success" performado por Fat Joe, contém amostras de "Interlude" performado por Raekwon, contém amostras de "Jericho Jerk" performado por Pierre Henry, contém amostras de "And If I Had" performado por Teddy Pendergrass, contém interpolações de "Fakin' Jax" performado por INI e também contem interpolações de "Big Daddy Anthem" performado por Natruel
- "Send It On" - Contém interpolações de "Sea of Tranquility" performado por Kool & the Gang
- "Africa" - Contém interpolações de "I Wonder U" performado por Prince

## Desempenho nas tabelas musicais
| País — Tabela musical (2000)                                  | Melhor posição |
| ------------------------------------------------------------- | -------------- |
| Canadá — Canadian Albums Chart                                | 7              |
| Estados Unidos — Billboard 200                                | 1              |
| Estados Unidos — Top R&B/Hip-Hop Albums (Billboard)           | 1              |
| Estados Unidos — Top Internet Albums (Billboard)              | 3              |
| França — Syndicat National de l'Édition Phonographique        | 57             |
| Noruega — VG-lista                                            | 9              |
| Nova Zelândia — Recording Industry Association of New Zealand | 10             |
| Países Baixos — MegaCharts                                    | 28             |
| Reino Unido — UK Albums Chart (The Official Charts Company)   | 21             |
| Suécia — Sverigetopplistan                                    | 13             |
| Suíça — Swiss Record Charts                                   | 42             |

## Certificações
| Região         | Certificação | Vendas      |
| -------------- | ------------ | ----------- |
| Canadá         | Ouro         | 50 mil      |
| Estados Unidos | Platina      | 1,7 milhões |